# Bruno Muel
Pour les articles homonymes, voir Muel.
Bruno Muel est un réalisateur français né le 30 avril 1935 à Saint-Cloud, où il est mort le 13 avril 2023,.

## Filmographie

### Directeur de la photographie
- 1962 : Algérie, année zéro de Marceline Loridan et Jean-Pierre Sergent
- 1965 : Rio Chiquito de Jean-Pierre Sergent
- 1968 : L'Arriviste de Marc Bernol
- 1969 : Les Trois Cousins de René Vautier
- 1970 : Les Ajoncs de René Vautier
- 1974 : Si j'te cherche... j'me trouve de Roger Diamantis
- 1978 : Quand les femmes ont pris la colère de René Vautier et Soazig Chappedelaine
- 1979 : Tango de Jorge Cedron
- 1981 : Le Dos au mur de Jean-Pierre Thorn

### Réalisateur

#### Courts métrages
- 1965 : Camilo Torres (coréalisateur : Jean-Pierre Sergent)
- 1972 : Week-end à Sochaux
- 1973 : Septembre chilien (coréalisateur : Théo Robichet) - Prix Jean-Vigo 1974
- 1975 : Avec le sang des autres
- 1982 : Rompre le secret

## Publications
- Le Baume du tigre, Les Lettres Nouvelles/Maurice Nadeau, 1979
- Un charroi en profil d'espérance, Maurice Nadeau, 1998
- Rushes, textes de Bruno Muel et Francine Muel-Dreyfus, Marseille, Éditions Commune, 2016[3]